# Buquetia intermedia
Buquetia intermedia är en tvåvingeart som först beskrevs av Baranov 1939.  Buquetia intermedia ingår i släktet Buquetia och familjen parasitflugor. Inga underarter finns listade i Catalogue of Life.